# Giuseppe Primoli
Pour les articles homonymes, voir Primoli.
Giuseppe Primoli, Giuseppe Napoleone ou Joseph Napoléon Primoli, dit le comte Primoli (en italien il conte Primoli), né à Rome le 2 mai 1851 et mort dans la même ville le 13 juin 1927, est une personnalité mondaine franco-italienne de la fin du XIXe siècle et du début du XXe siècle ; il a vécu entre Paris et Rome, en fréquentant l'élite intellectuelle et culturelle de la France et de l'Italie ; photographe amateur, il capture aussi bien des scènes de rue que l'existence dorée de sa propre classe sociale ; bibliophile et collectionneur d'art, il est le créateur du Musée napoléonien de Rome installé dans le palais Primoli.

## Biographie

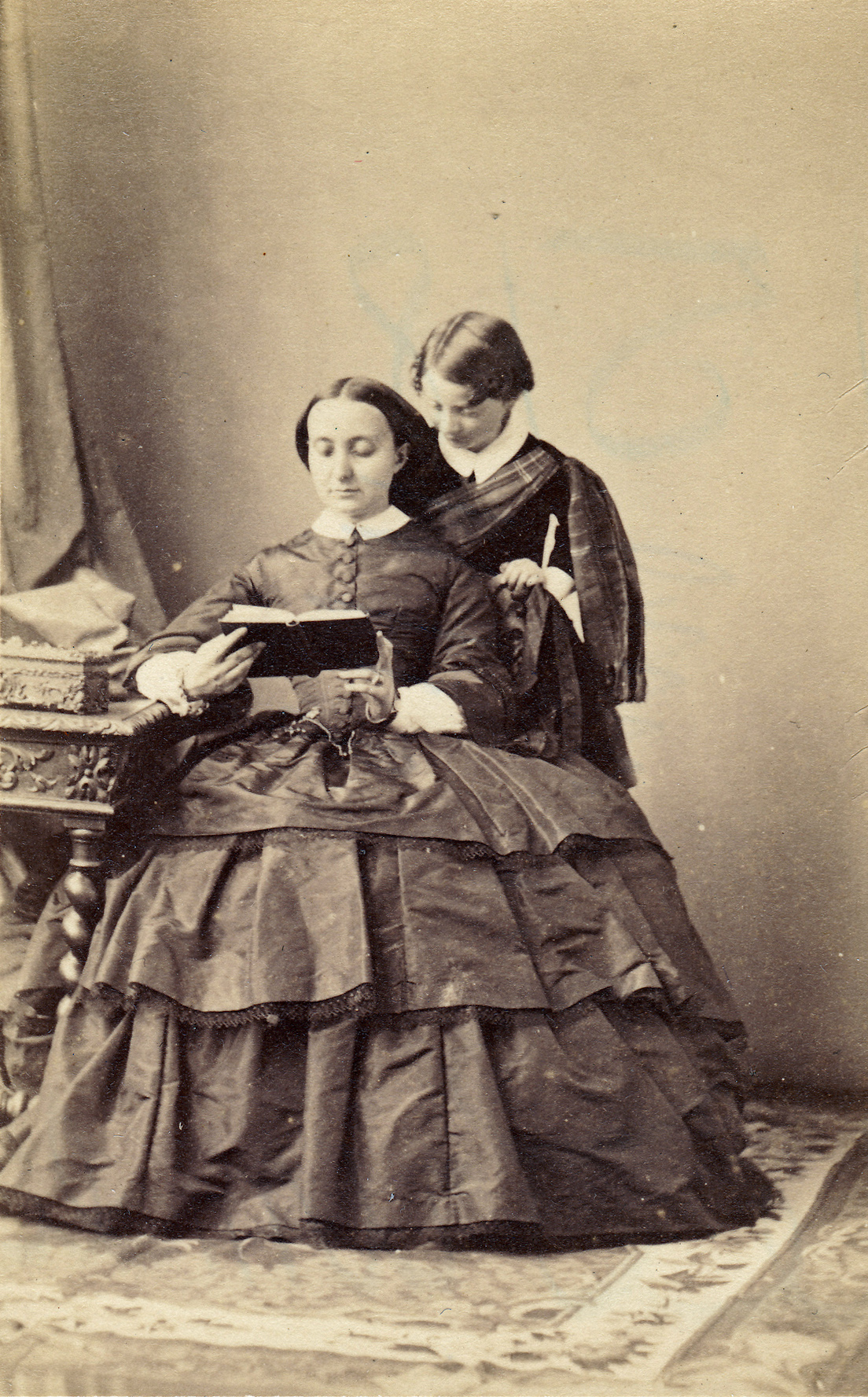
Giuseppe Primoli et sa mère Charlotte Bonaparte en 1859, photographie d'Eugène Disdéri.

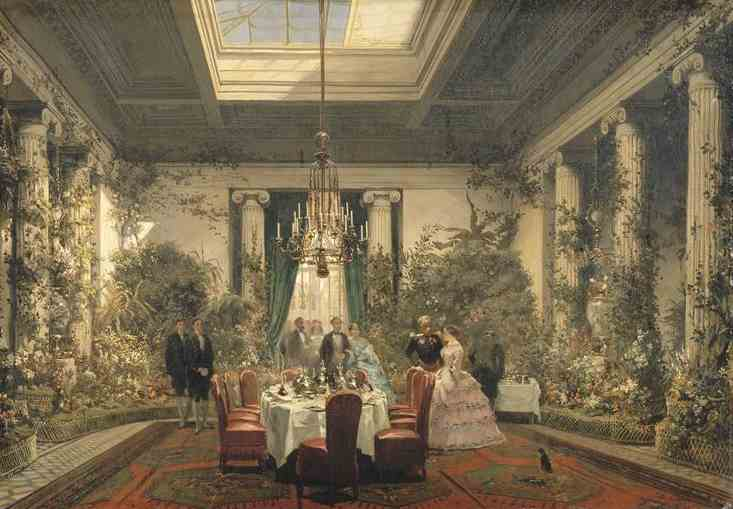
Salle à manger de la princesse Mathilde, 24 (aujourd'hui 10), rue de Courcelles.

### Famille
Giuseppe Napoléone Primoli est le fils de Pietro Primoli, comte de Foglia (1821-1883), officier dans la marine pontificale, et de la princesse Charlotte Bonaparte (1832-1901) ; il appartient à la maison Bonaparte par sa mère : Charlotte est la fille de Charles-Lucien Bonaparte (fils de Lucien Bonaparte, frère cadet de Napoléon Ier) qui a épousé sa cousine germaine, Zénaïde Bonaparte, elle-même fille de Joseph Bonaparte, roi de Naples, frère aîné de Napoléon Ier. Il est ainsi le neveu de la princesse Mathilde. Il a deux frères, Napoleone (1855-1882) et Luigi (1858-1925).
Sa famille s'installe à Paris en 1853 alors que Giuseppe a deux ans ; il fait ses études au collège Rollin. Il fréquente dès son enfance la cour de Napoléon III et se lie au prince impérial et à sa mère, l'impératrice Eugénie. Il a eu pour précepteur Théophile Gautier.

### Personnalité mondaine
Primoli quitte Paris pour Rome à la chute du Second Empire en 1870, alors qu'il a 19 ans, mais il revient fréquemment dans la capitale française. Surnommé Gégé dans les cercles mondains, il s'installe dans un appartement avenue du Trocadéro et fréquente assidument le salon de sa tante, la princesse Mathilde, rue de Courcelles à Paris, et l'été à Saint-Gratien dans le val d'Oise. Il y rencontre notamment Alexandre Dumas fils, François Coppée, Gustave Flaubert, Théophile Gautier, Alphonse Daudet, qui lui demande en 1886 des renseignements sur les mœurs romaines et la Cour papale pour écrire L’Immortel,, les frères Goncourt, Pierre Loti, Ernest Renan.
Sa vie mondaine se poursuit aussi à Rome, où il vit dans la résidence familiale, le Palais Primoli, situé au 1, via Giuseppe Zanardelli, au bord du Tibre ; il passe l'été dans une villa à Ariccia dans la campagne romaine,. Le palais Primoli, construit au XVIe siècle, avait été acheté par son grand-père Luigi en 1820. À la mort de sa mère en 1901, Giuseppe Primoli achète deux bâtiments adjacents et fait agrandir et moderniser le palais par l'architecte Raffaello Ojetti entre 1904 et 1911. Il y tient un salon littéraire, organise des réceptions et photographie la société mondaine et artistique de Rome. Il y fréquente les poètes Enrico Nencioni (it) et Cesare Pascarella, le compositeur Arrigo Boito, le peintre Napoleone Parisani, le dramaturge Giuseppe Giacosa, et plus tard Gabriele D'Annunzio, dont il est l'ami et le confident, ainsi que la comédienne Eleonora Duse et le compositeur Arrigo Boito,.
Des écrivains et des artistes français séjournent au palais : Guy de Maupassant, Paul Bourget, Louis Duchesne, Paul Claudel, Sarah Bernhardt, François Coppée, Alexis Axilette.
Il est proche d'Abel Bonnard, qu'il accueille chez lui et à qui il inspira probablement la trame du Palais Palmacamini. En revanche, si certains auteurs comme Olivier Mathieu, le premier biographe de Bonnard, ont pu faire de Primoli son père biologique,, cette allégation est jugée infondée par le biographe de Bonnard, Benjamin Azoulay et par Silvia Disegni.
Marcel Proust était invité dans sa jeunesse au salon de la princesse Mathilde, dans son hôtel particulier parisien du 20, rue de Berri et il a côtoyé le vieux comte, dont on moquait la barbe blanche et la manie de collectionner des timbres. Le gratin fut fort étonné, lorsqu'on apprit qu'il avait vendu sa collection pour un million de francs de l'époque. Le comte Primoli était aussi un habitué du salon de madame Arman de Caillavet qui le conseillait pour la rédaction de ses écrits. Il avait l'habitude d'inviter ensemble des ennemis à dîner chez lui, ou de poser des questions embarrassantes par facétie ; Proust l'imitera plus tard en invitant ensemble des dreyfusards et des anti-dreyfusards, ce qui provoquera la colère de Léon Daudet.

### Bibliophile et collectionneur
Primoli est bibliophile et a constitué une bibliothèque qui comptait, à sa mort, plus de 30 000 volumes : incunables, éditions précieuses du XVIe siècle au XVIIIe siècle, textes du XIXe siècle et du début du XXe siècle en édition originale (souvent offerts par ses amis écrivains, français et italiens). Y figurent en particulier un ensemble consacré à Stendhal, avec des éditions enrichies de notes ou de marginalia autographes, ainsi que des éditions de Pierre Loti ; s'y ajoutent les livres écrits ou possédés par les membres de la famille Bonaparte. Sa bibliothèque a été léguée à la Fondation Primoli.

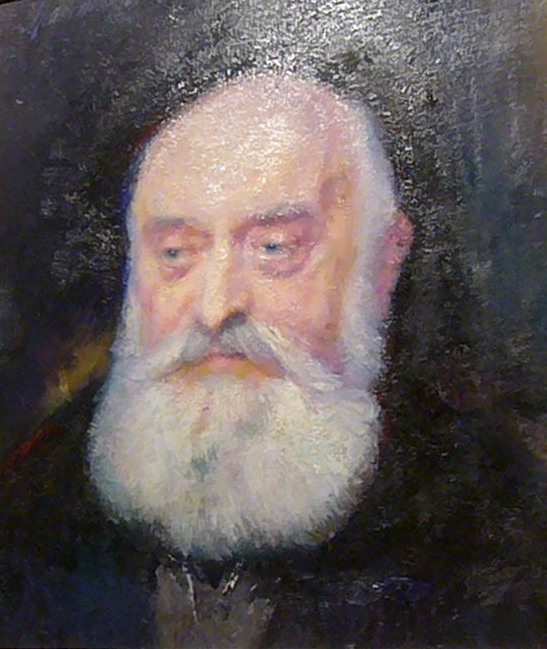
Armando Spadini, Portrait de Giuseppe Primoli, huile sur toile, 1917, Musée napoléonien de Rome.

Dans le domaine artistique, Giuseppe Primoli a des goûts académiques ; il a commandé des œuvres à Puvis de Chavannes ou à Giulio Aristide Sartorio ; à ce dernier, il passe commande en 1890 du triptyque Le vergini savie e le vergini folli [les vierges sages et les vierges folles] : si le choix du triptyque sur panneau avec un cadre gothique sculpté renvoient au Quattrocento italien, les figures féminines et l'atmosphère sont de style préraphaélite ; à la suite d'un désaccord entre le peintre et Primoli, le tableau n'est pas accepté par ce dernier et reste dans l'atelier de l'artiste jusqu'en 1939, date à laquelle il entre dans les collections municipales de Rome ; il est conservé à la Galleria comunale d'arte moderna. En 1916-1917, Primoli passe commande de deux portraits de lui au peintre italien Armando Spadini, représentant de la Scuola Romana, de tendance expressionniste ; l'un d'entre eux est conservé au Musée national d'Art moderne (Centre Pompidou) à Paris, l'autre au Musée napoléonien de Rome. Il est en contact avec de nombreux artistes ayant séjourné à l’Académie de France à Rome ; il est ami avec Ernest Hébert, peintre officiel du Second Empire, et aurait initié à la photographie l'épouse de ce dernier, la photographe Gabrielle Hébert. Il lègue au Musée du Louvre un pastel sur papier représentant la princesse Mathilde par Eugène Giraud.
Sa collection d'estampes d'après Watteau est vendue à Milan par la librairie d'Ulrico Hoepli à Milan en mars 1934.
Il s'intéresse également à l'art oriental et collectionne les kakémonos japonais, peintures ou calligraphies sur soie ou sur papier en rouleau, ; Primoli demandait à ses amis artistes ou écrivains d'y écrire des citations autographes, parfois assez longues,.
Il a constitué une collection d'œuvres et de souvenirs relatifs à la famille Bonaparte : il voulait être le mémorialiste de sa famille, en s'intéressant à la « petite histoire », à la vie quotidienne, et non aux grands faits historiques.

## Le photographe
Giuseppe Primoli a une importante activité de photographe et il est souvent considéré comme un précurseur du reportage photographique : il pratique la photographie instantanée, sans pose, qu'il désigne comme « mes petits instantanés » dans une lettre à Edmond de Goncourt du 21 juillet 1890,. Il réalise ainsi en juillet 1889 une série de 24 photographies de l'actrice Réjane, prises sur le vif. Il a photographié ses amis et relations à Paris ou à Rome, et a pris des vues de toute l’Europe lors de ses voyages en s'intéressant aux costumes, à l’animation de la vie romaine, aux fêtes foraines, aux cérémonies, aux processions et aux cortèges,,, intérêt qui préfigure la photographie de rue. Sa position sociale exceptionnelle le met en situation de photographier tout ce que l’élite parisienne et romaine de la fin du
XIXe siècle comptait de célébrités, notamment d’artistes.
Son frère Luigi est également passionné de photographie ; les deux frères exposent en 1894 à l’Exposition internationale photographique de Milan, dans la section « Les amateurs » où leurs photographies sont remarquées. À sa mort en 1925, Luigi, qui a voyagé et photographié en Inde de 1904 à 1906, lègue à son frère Giuseppe ses archives photographiques,.
Ami intime de Martine de Béhague, comtesse de Béarn, Giuseppe Primoli l'accompagne dans ses voyages, en particulier lors d'une croisière de deux mois en 1906 sur le yacht Le Nirvana ; il réalise des photographies de ce voyage qui le mène en Grèce et à Constantinople,.

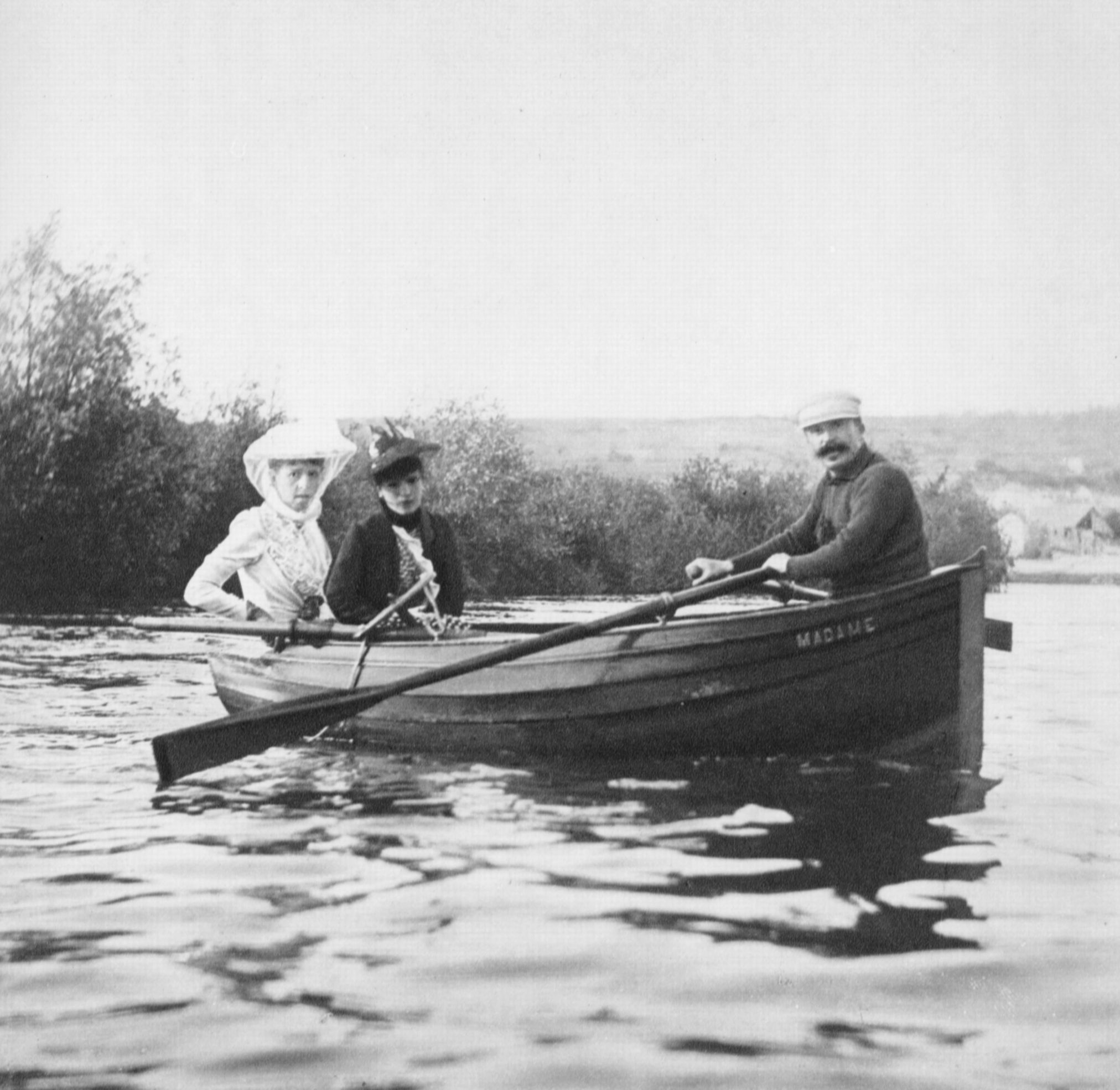
Colette Dumas, Geneviève Halévy et Guy de Maupassant, en barque à Triel-sur-Seine, été 1889[N 5].
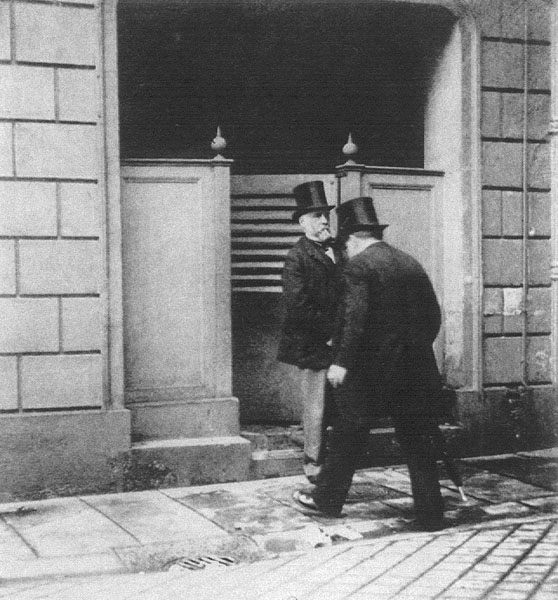
Edgar Degas sortant d'une vespasienne à Paris, 1889.
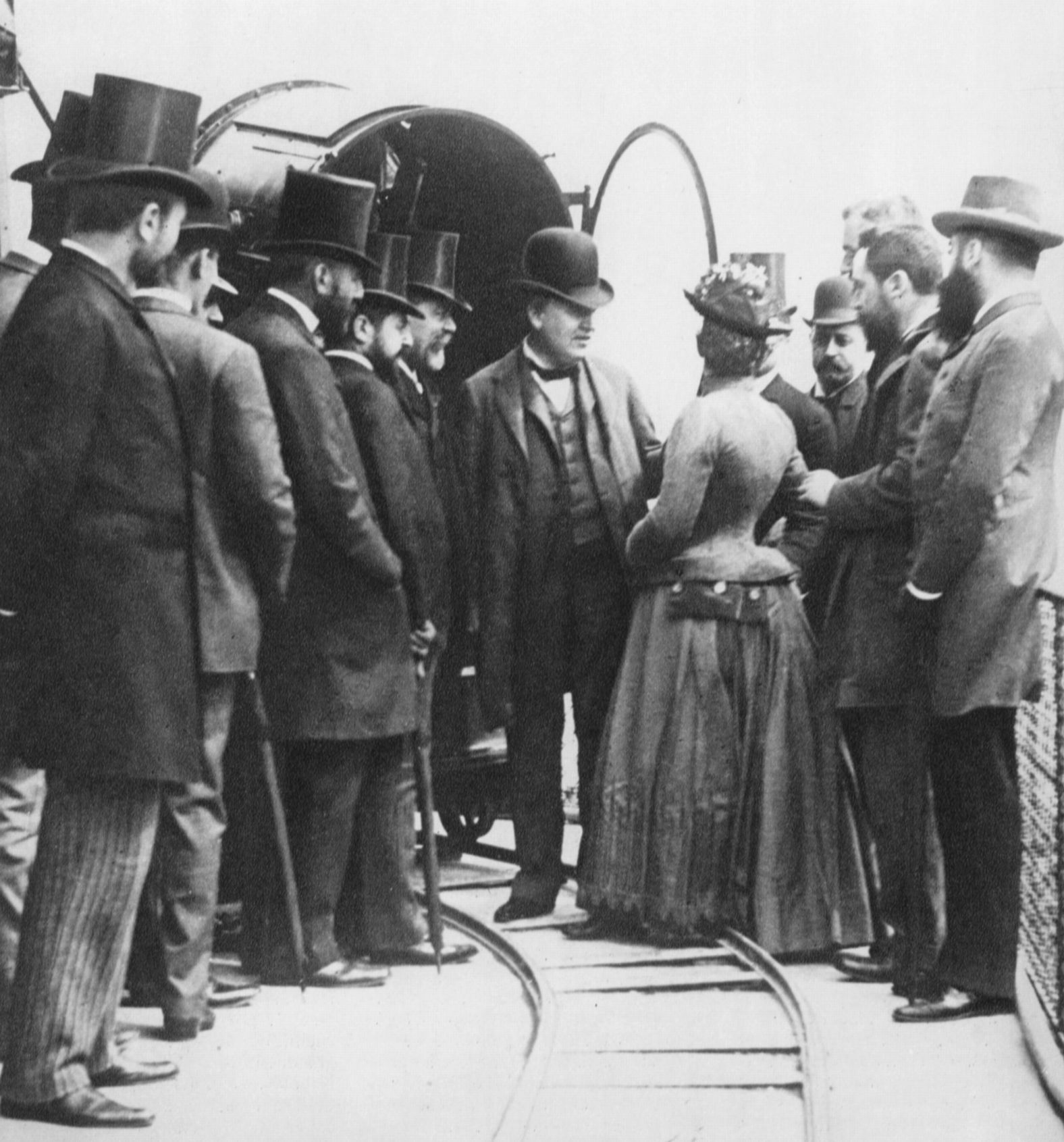
Groupe, comprenant Thomas Edison, sur la troisième plate-forme de la Tour Eiffel, 1889[43].
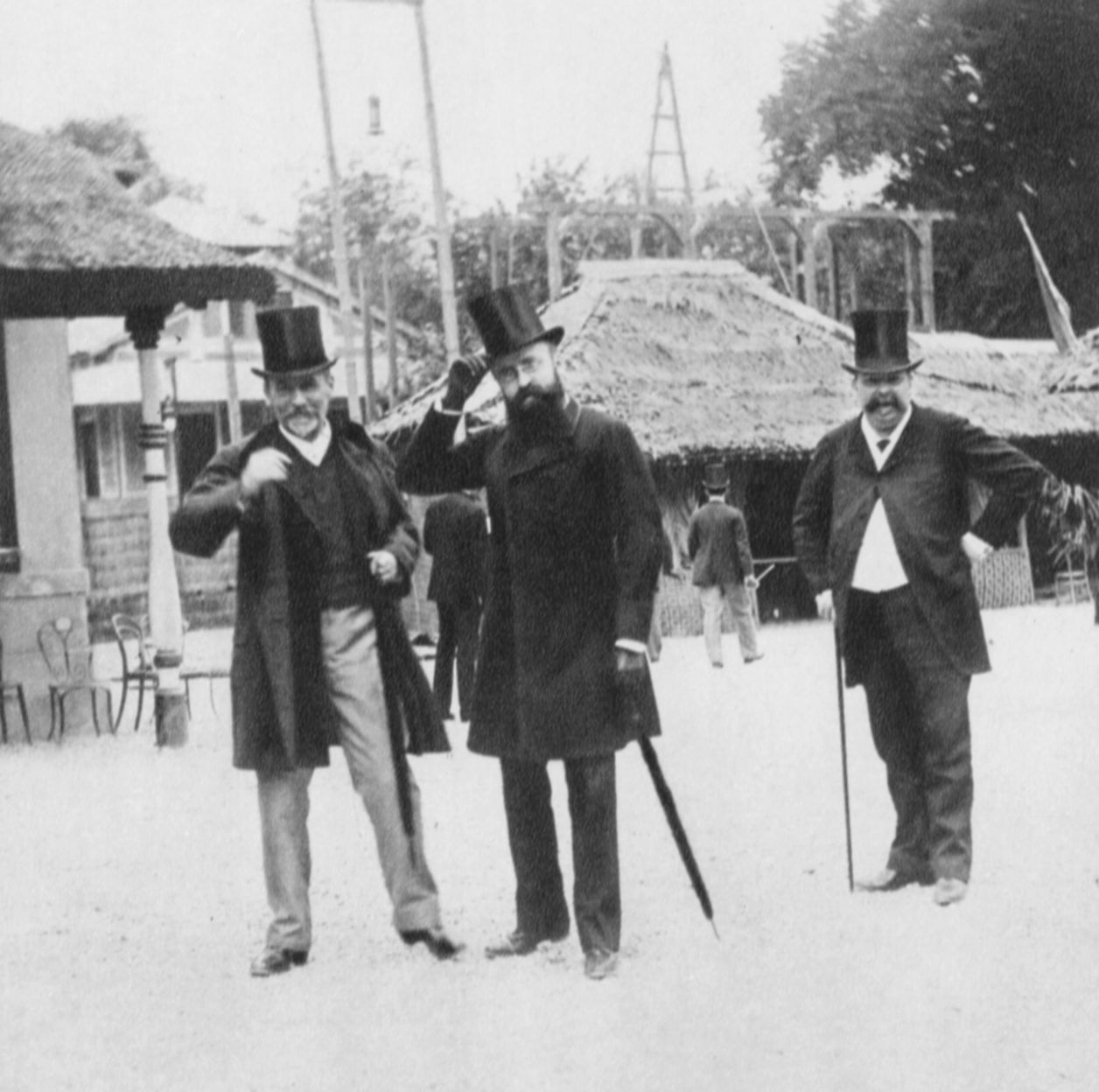
Louis Ganderax (au centre) et Henri Meilhac (à droite) à l'intérieur du village javanais de l'Exposition universelle, Paris, 1889[44].
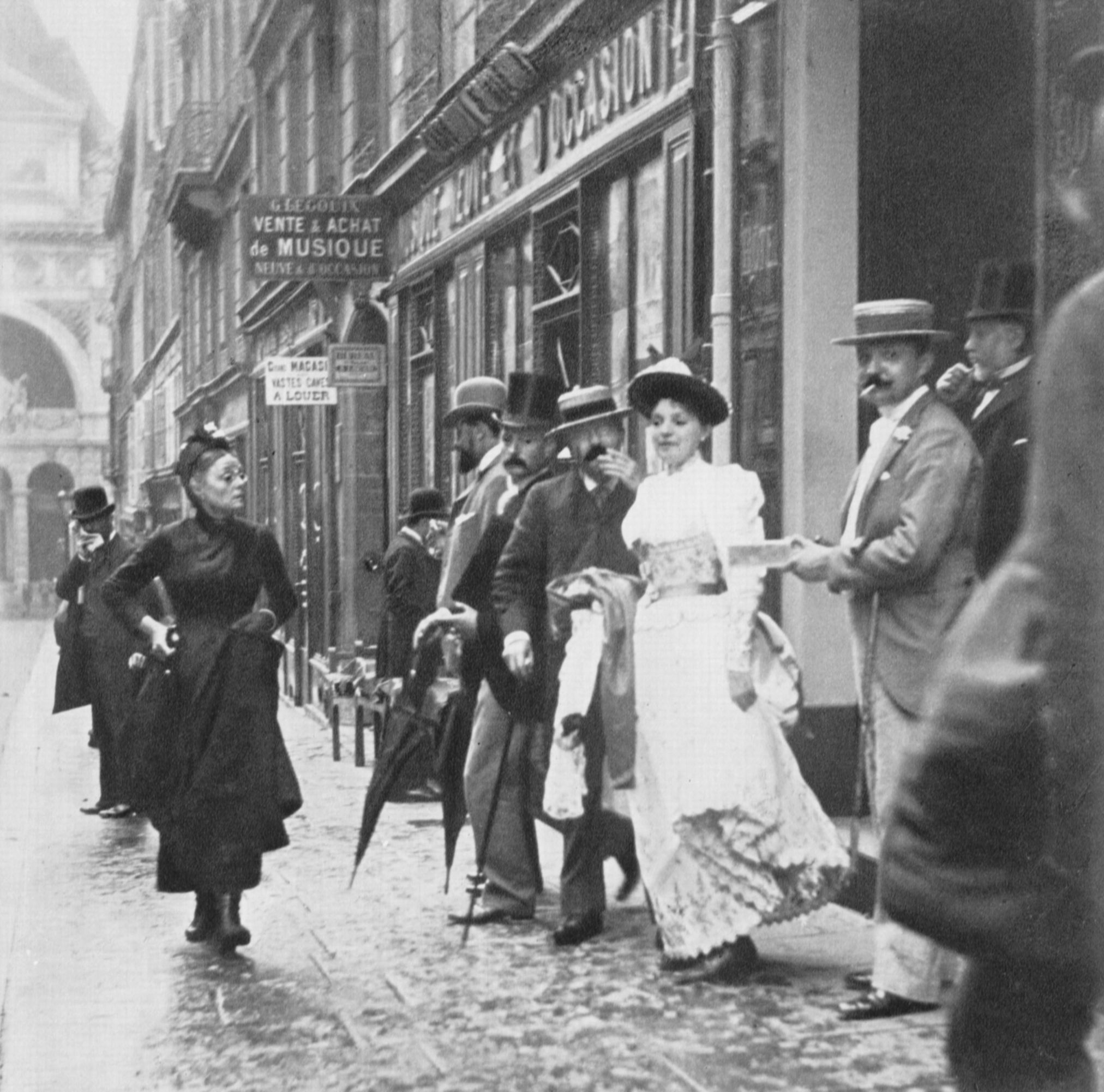
L'actrice Réjane et ses amis, 1889.
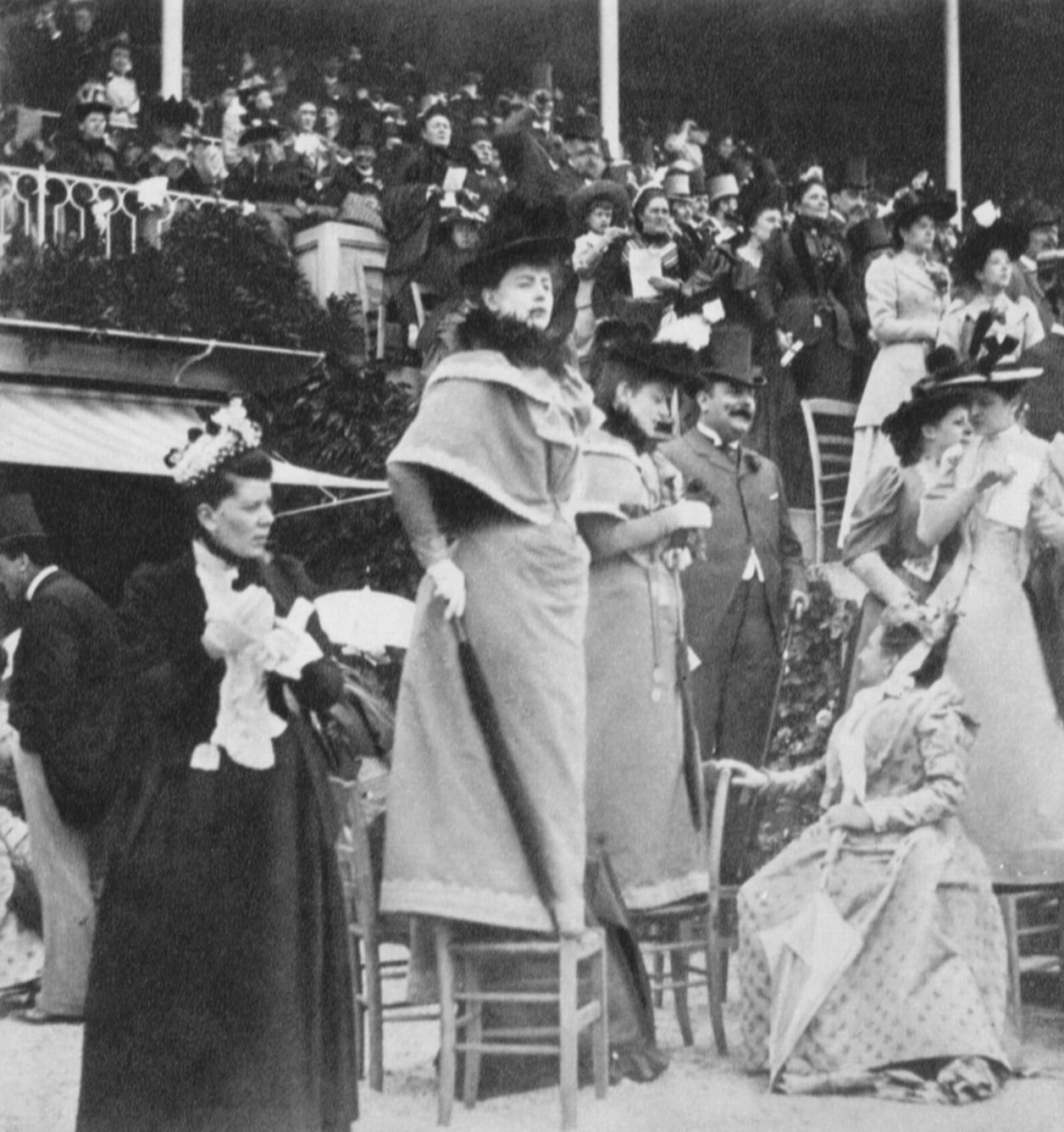
Spectateurs au Grand prix hippique de Paris, 1889.
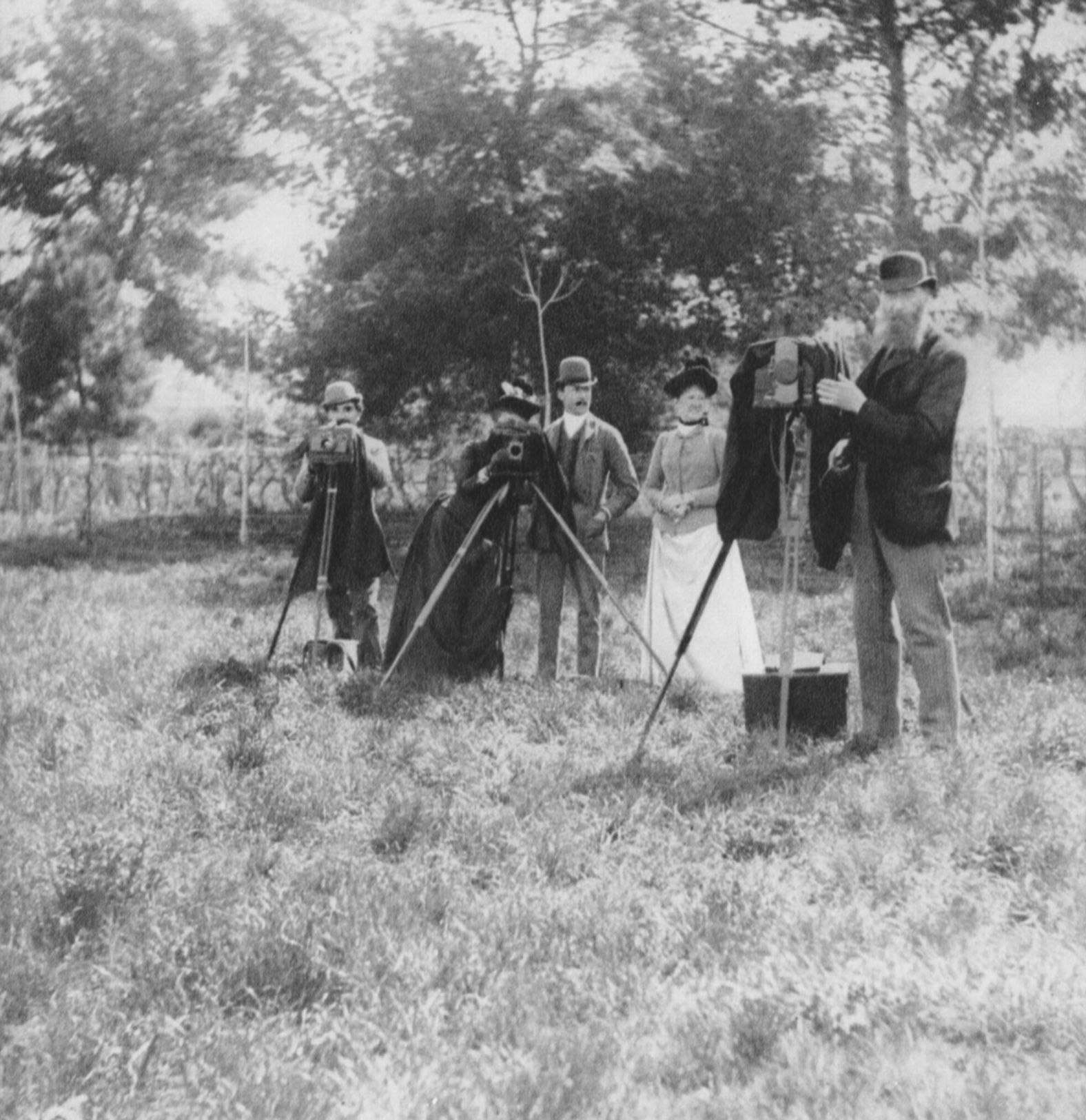
Photographes, 1889.
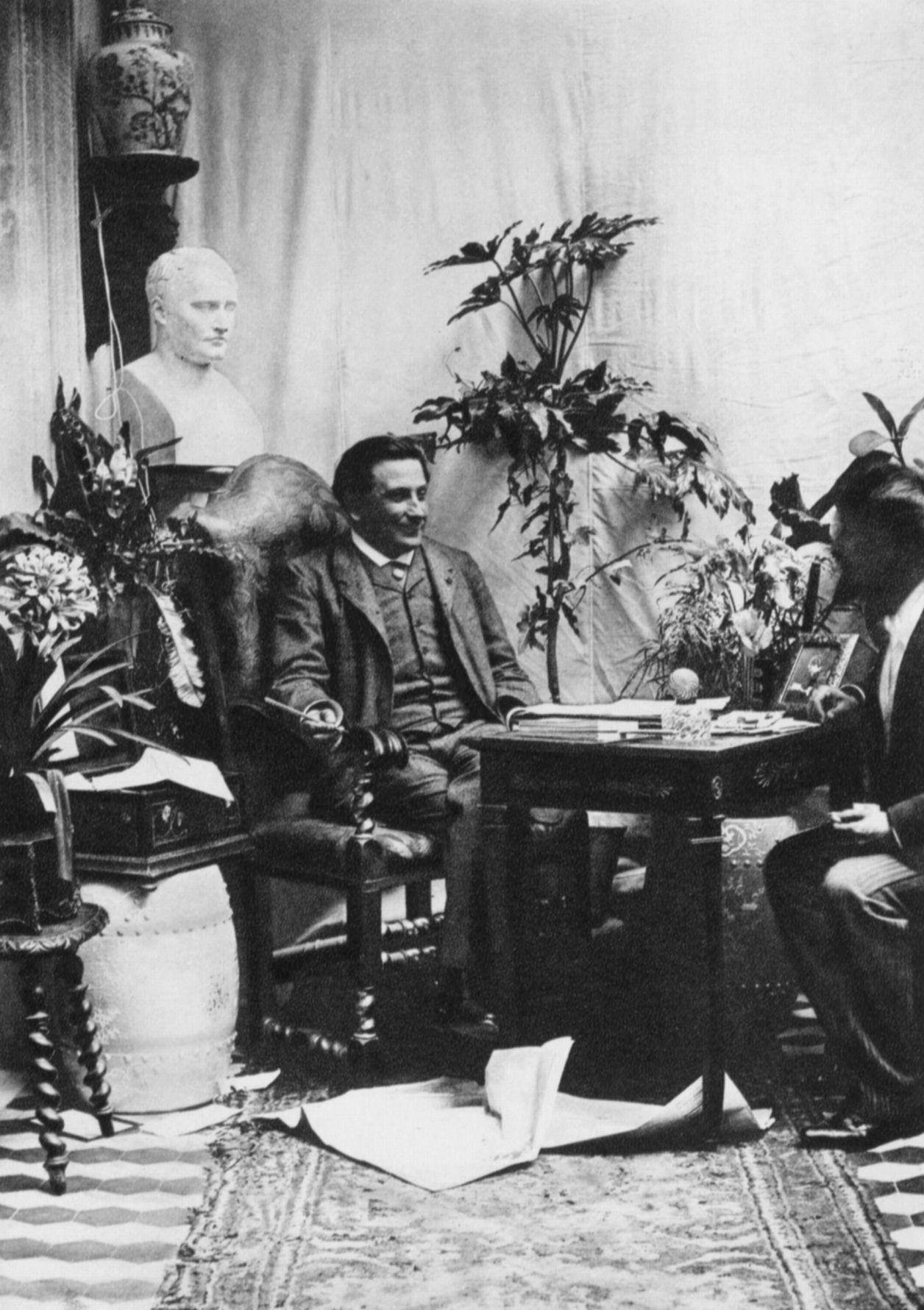
François Coppée au palais Primoli, 1890.
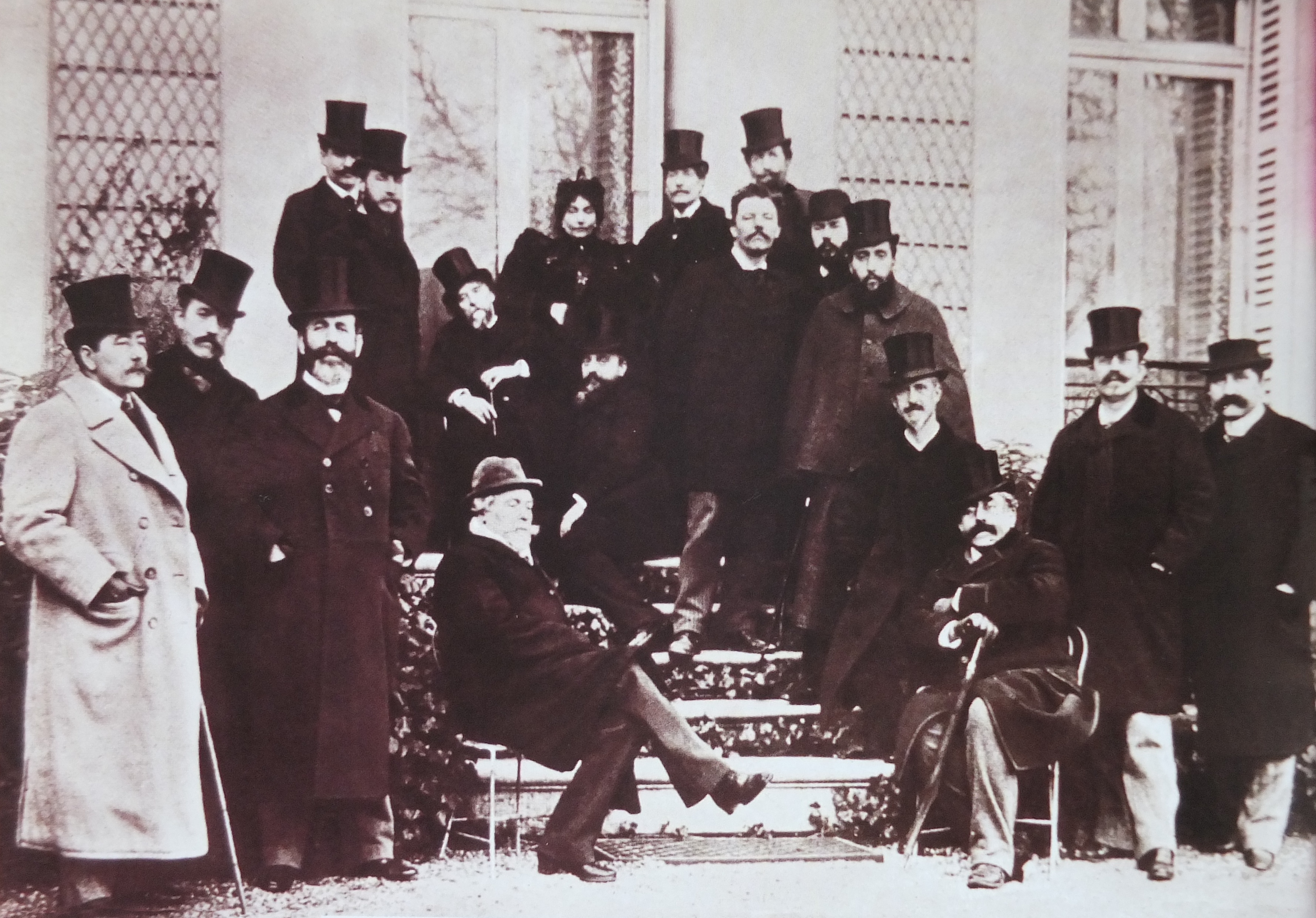
Personnalités du tout-Paris artistique sur le perron d'Edmond de Goncourt, 1890[N 7].
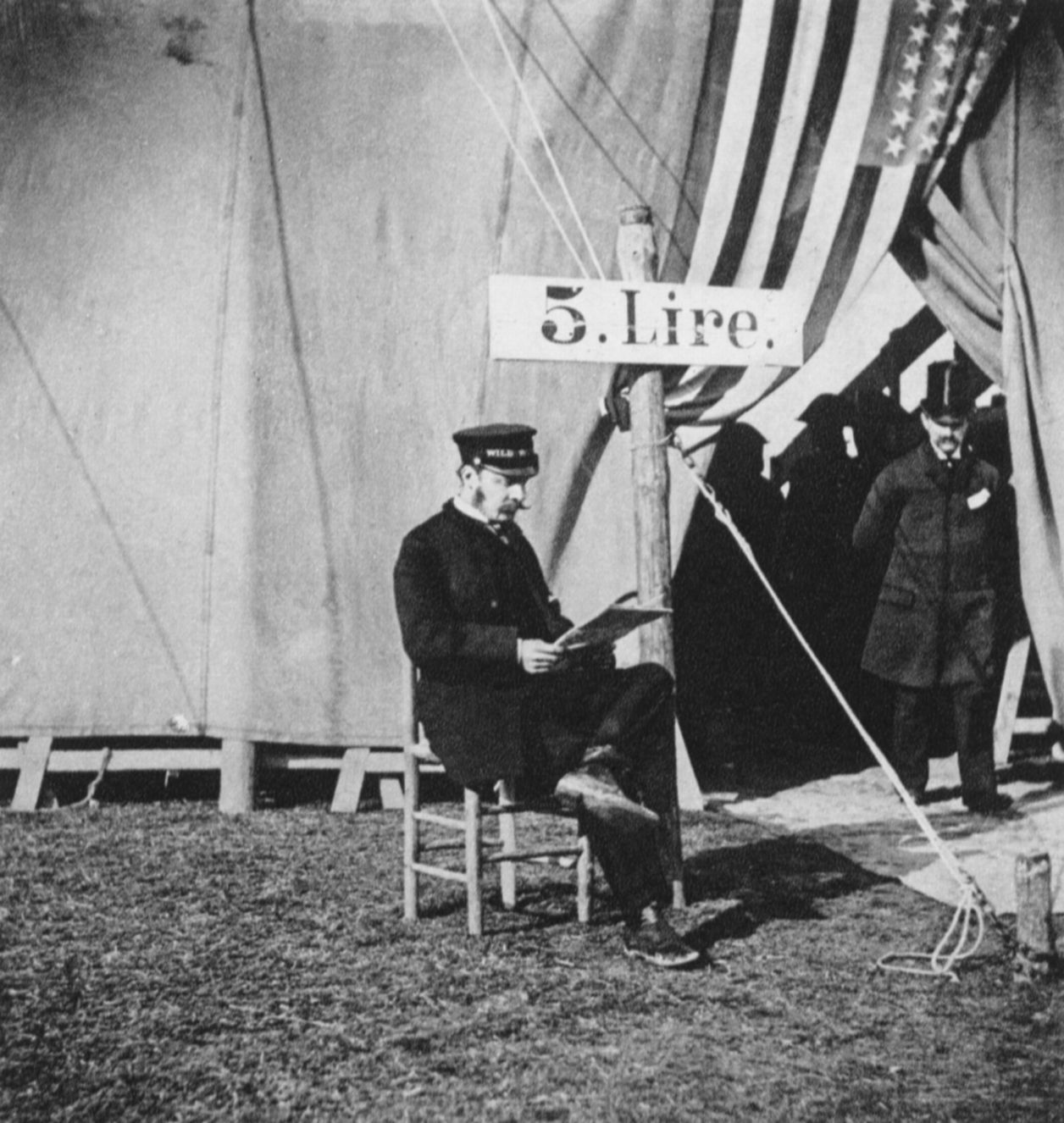
L'entrée du cirque de Buffalo Bill à Rome, mars 1890[46].
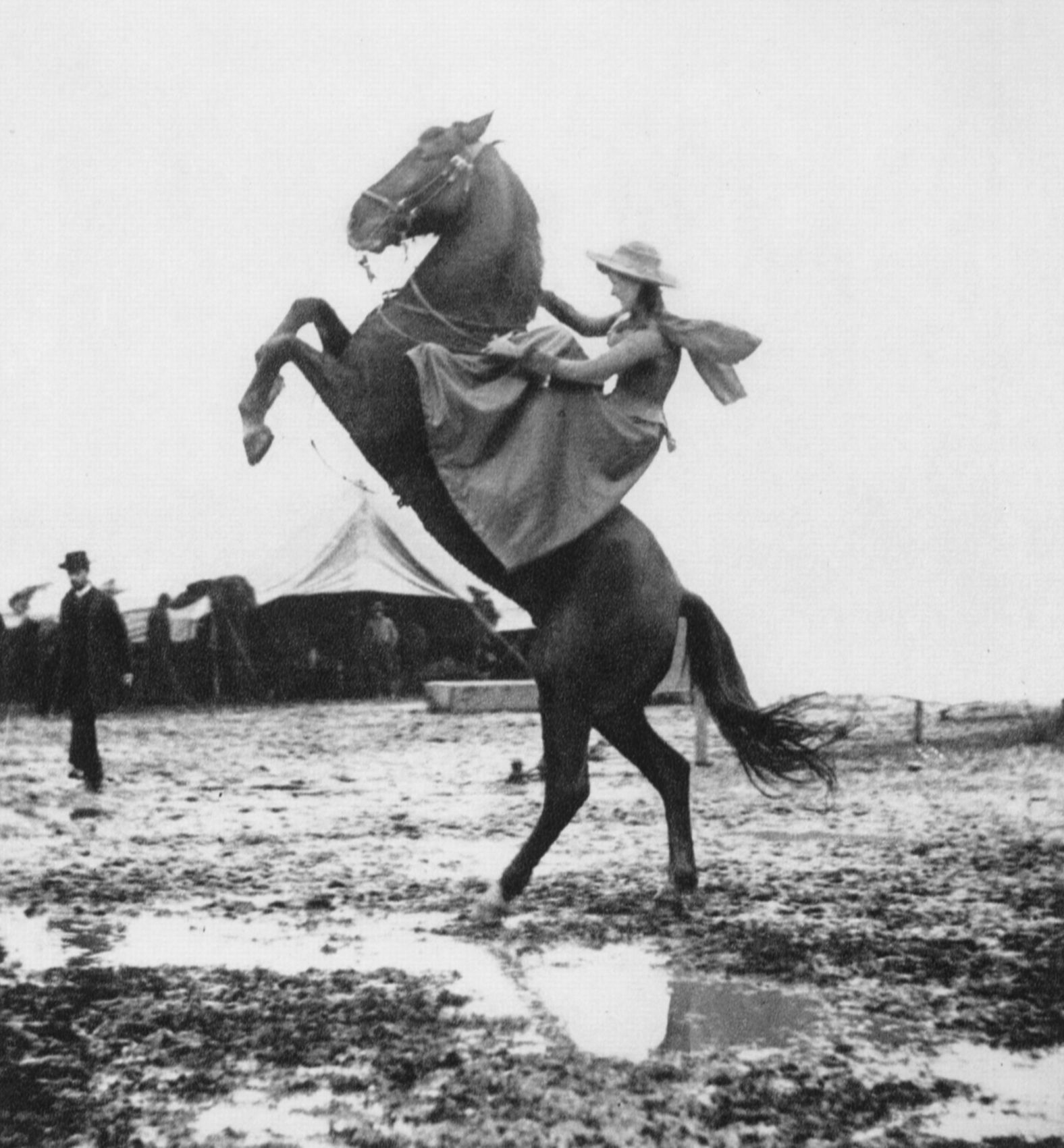
Annie Oakley, 1890.
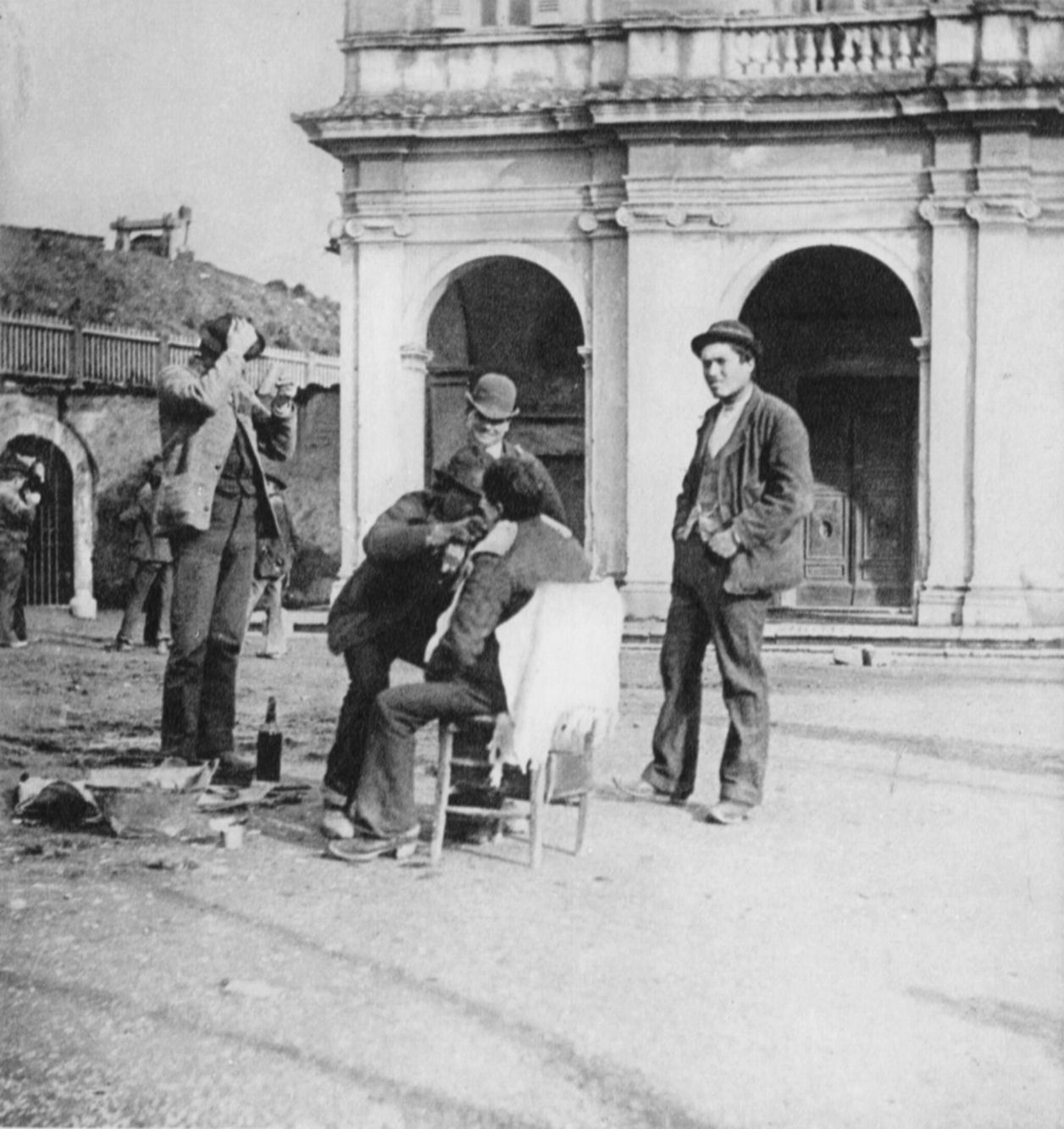
Un barbier devant l'église Santa Bibiana à Rome, vers 1890.
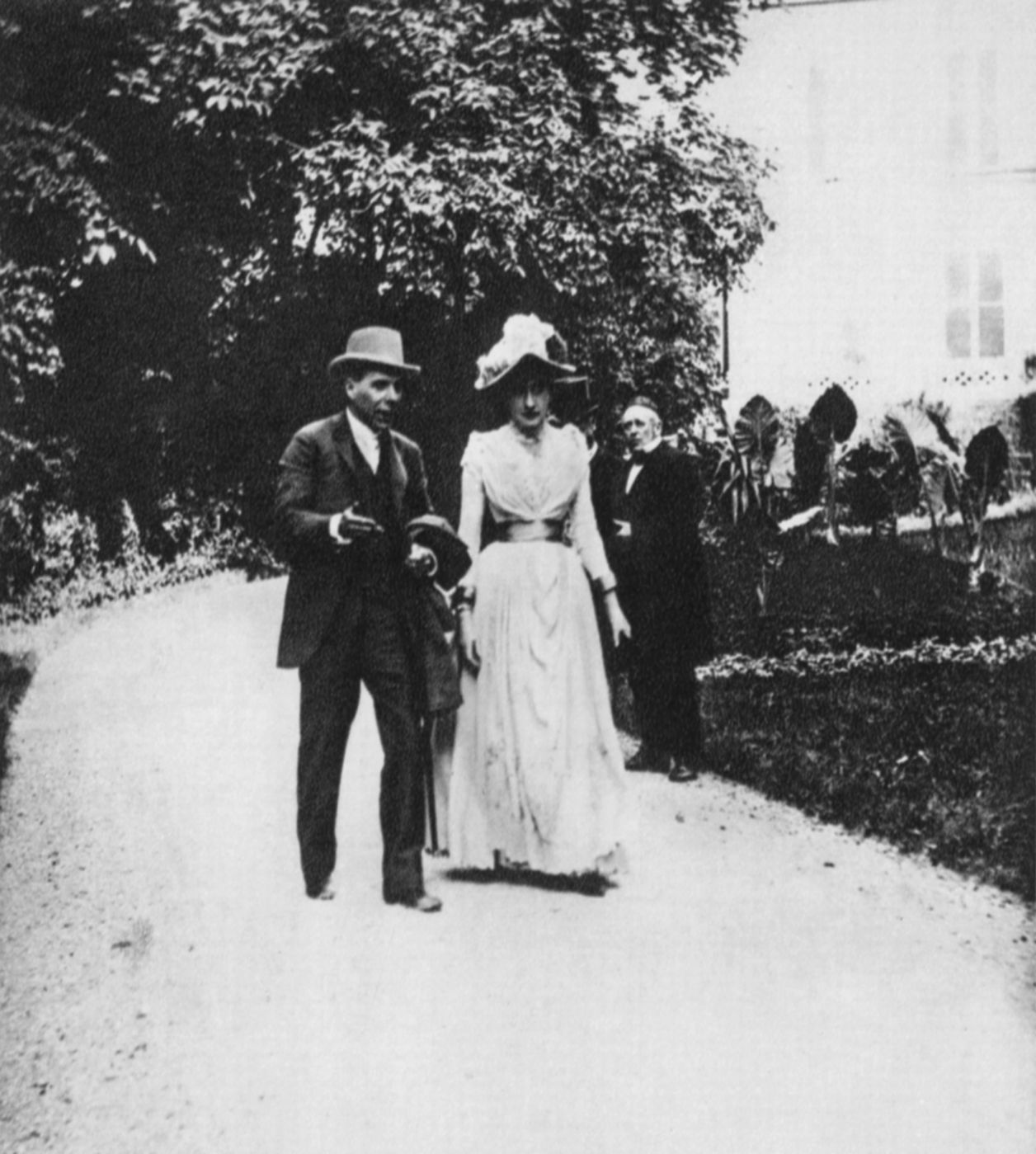
Coquelin cadet et Marguerite Moreno, à l’arrière-plan, le docteur Blanche, vers 1890.
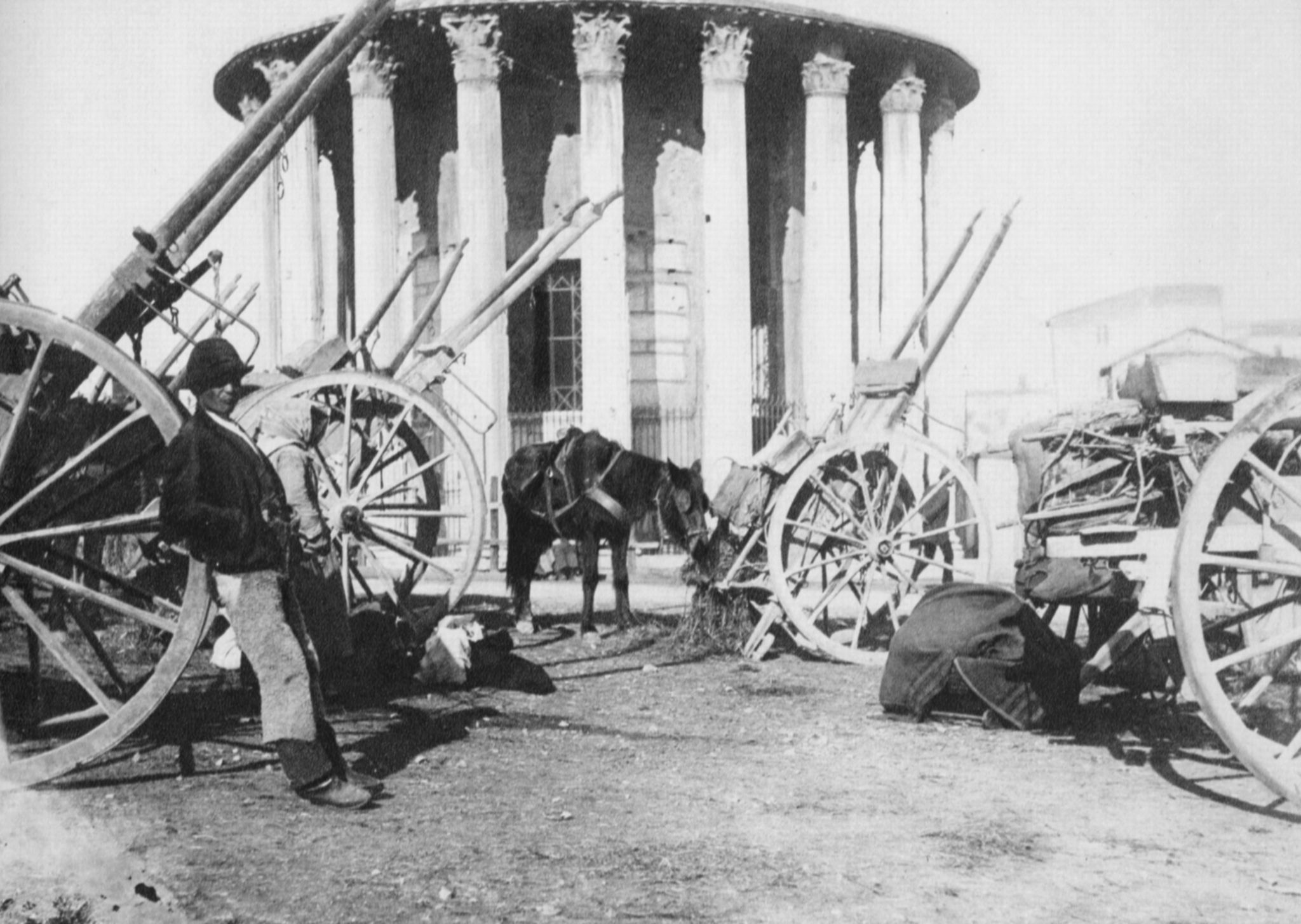
Charrettes à bras devant le temple de Vesta à Rome, vers 1890.
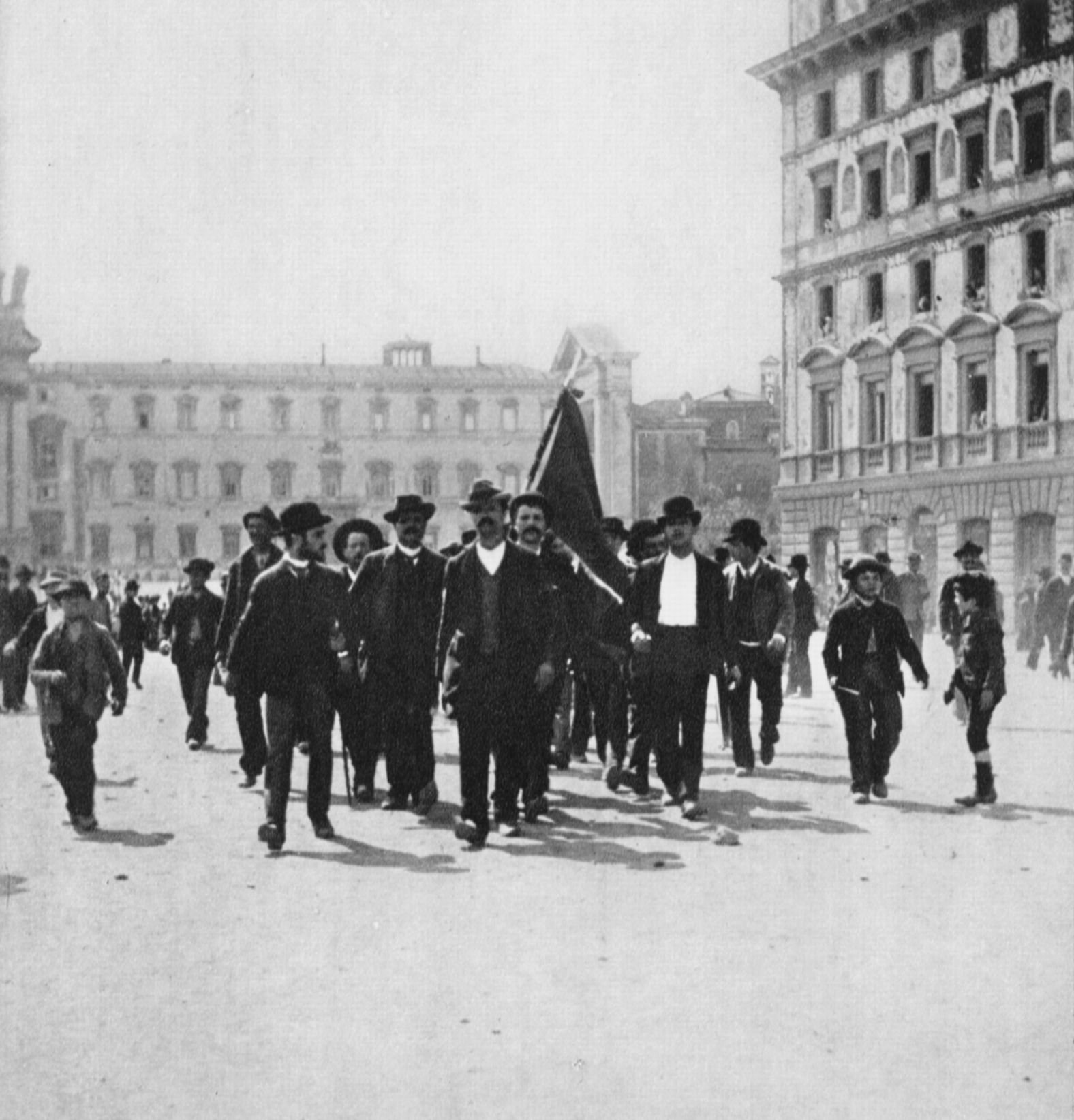
Défilé socialiste avec le drapeau rouge le 1er mai 1891 sur la place Santa Croce in Gerusalemme à Rome.
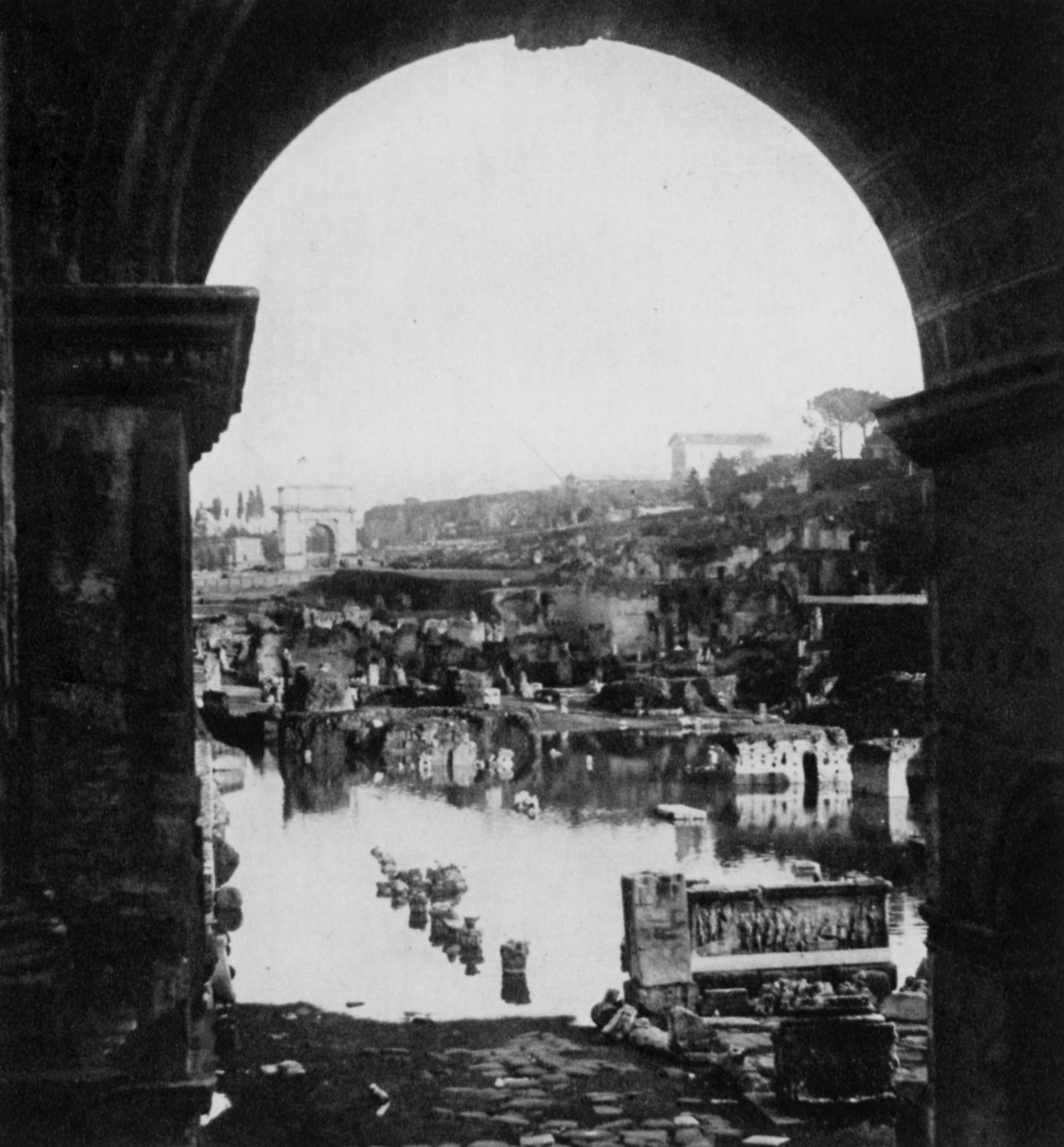
Le forum romain inondé, mars 1892.
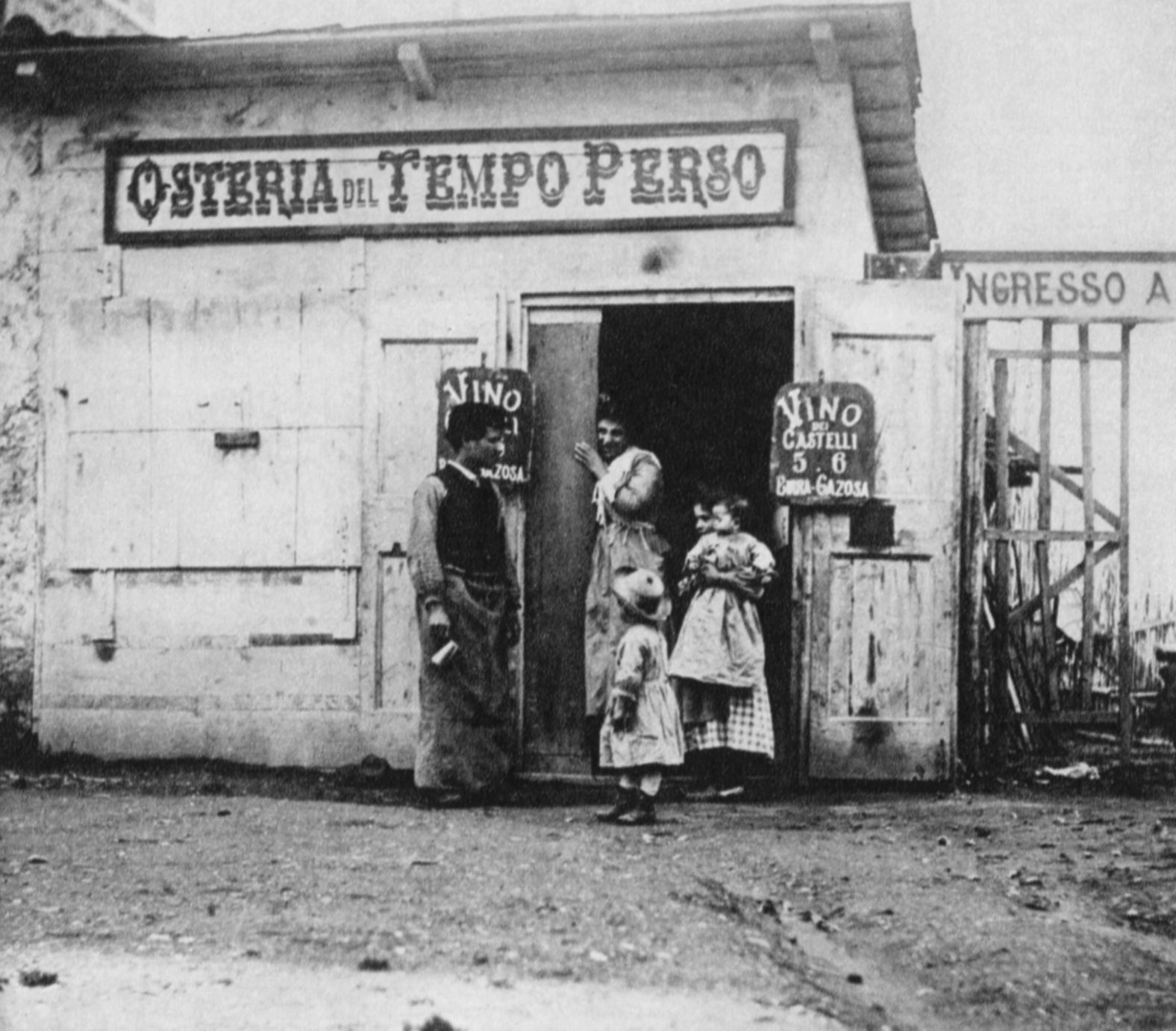
Une taverne via Ardeatina à Rome, vers 1892.
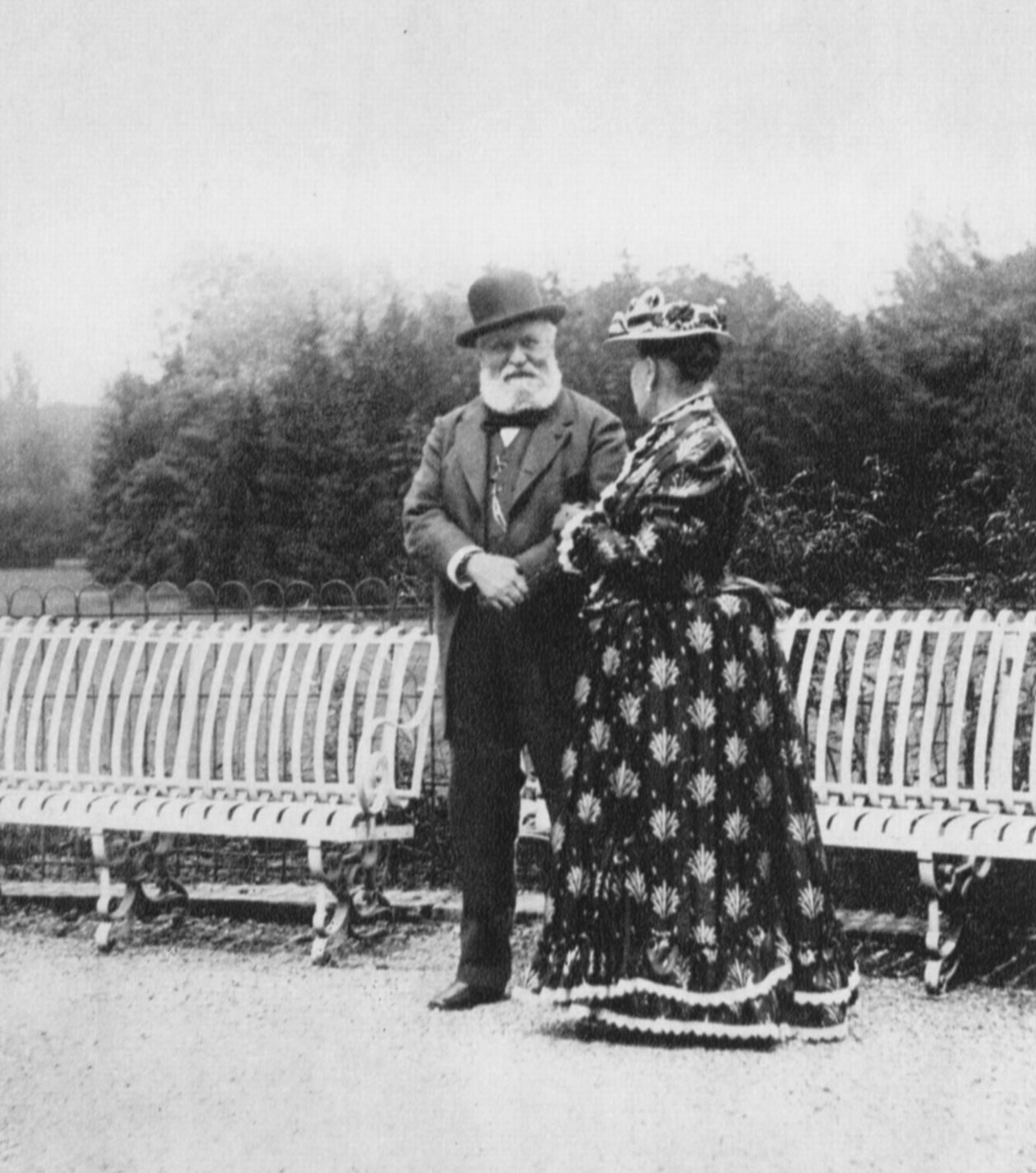
Charles Gounod et la princesse Mathilde, 1893.
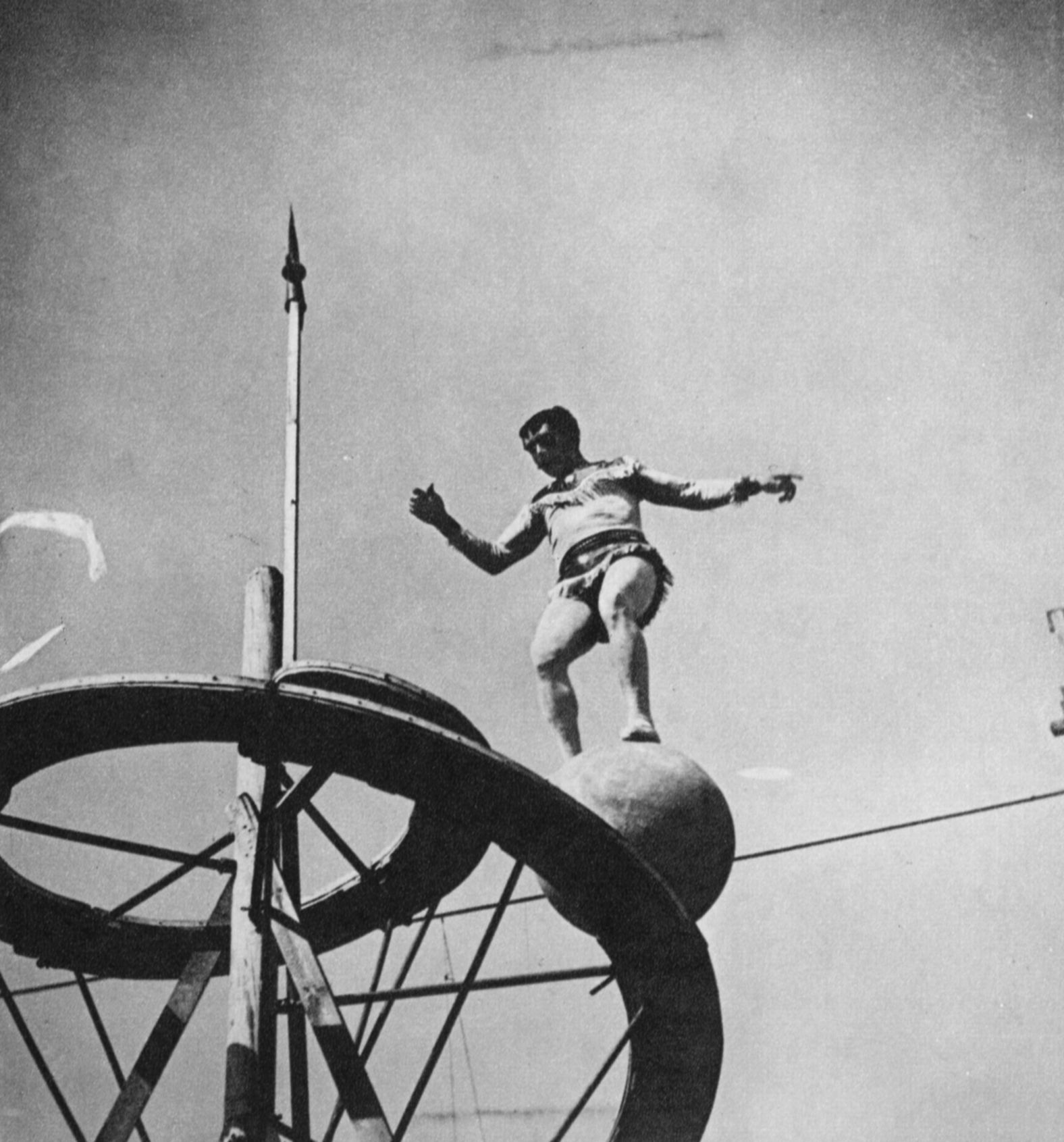
Artiste de cirque à Rome, vers 1890-1899.
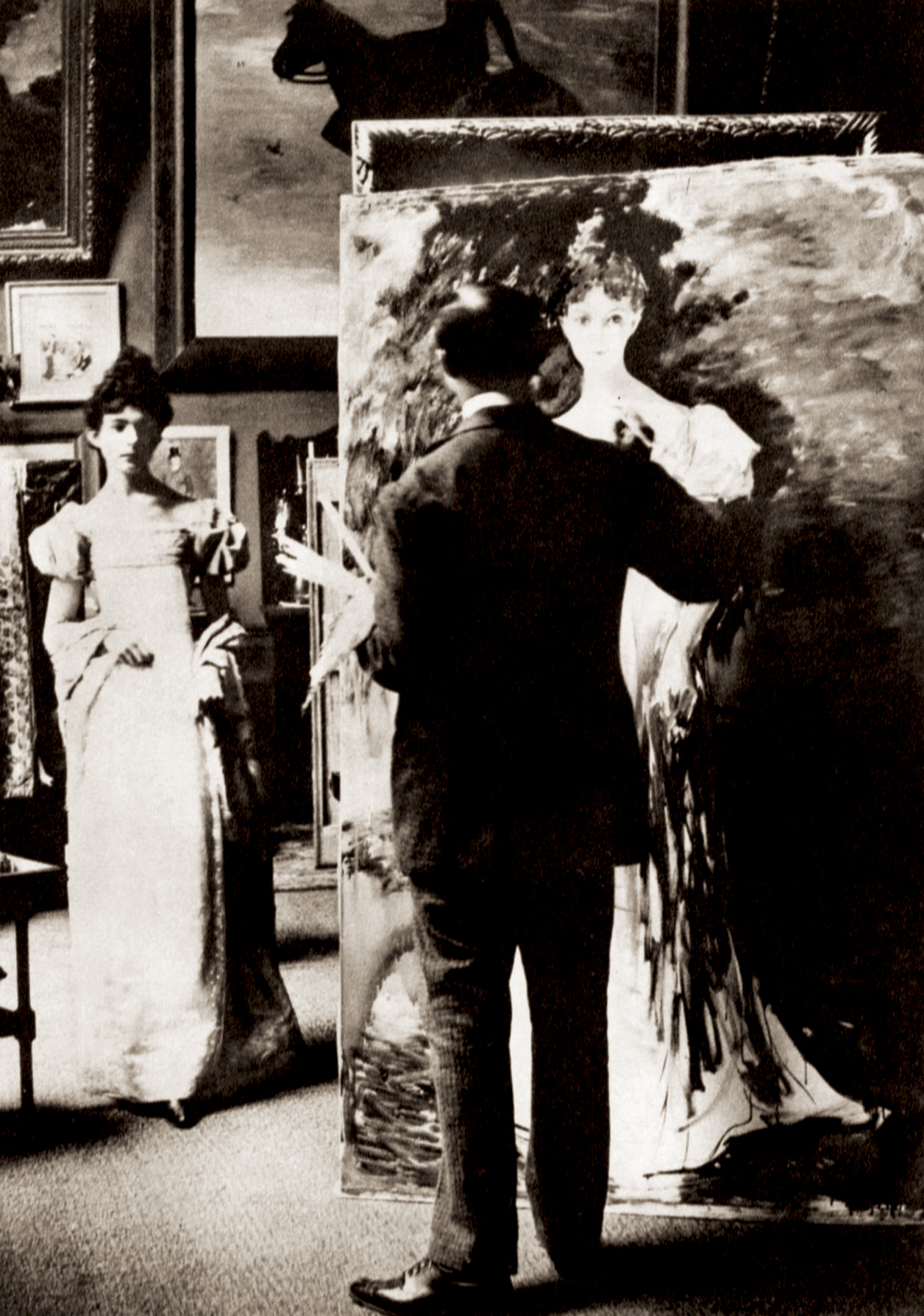
Jacques-Émile Blanche peignant le portrait de Marie de Heredia, 1893.
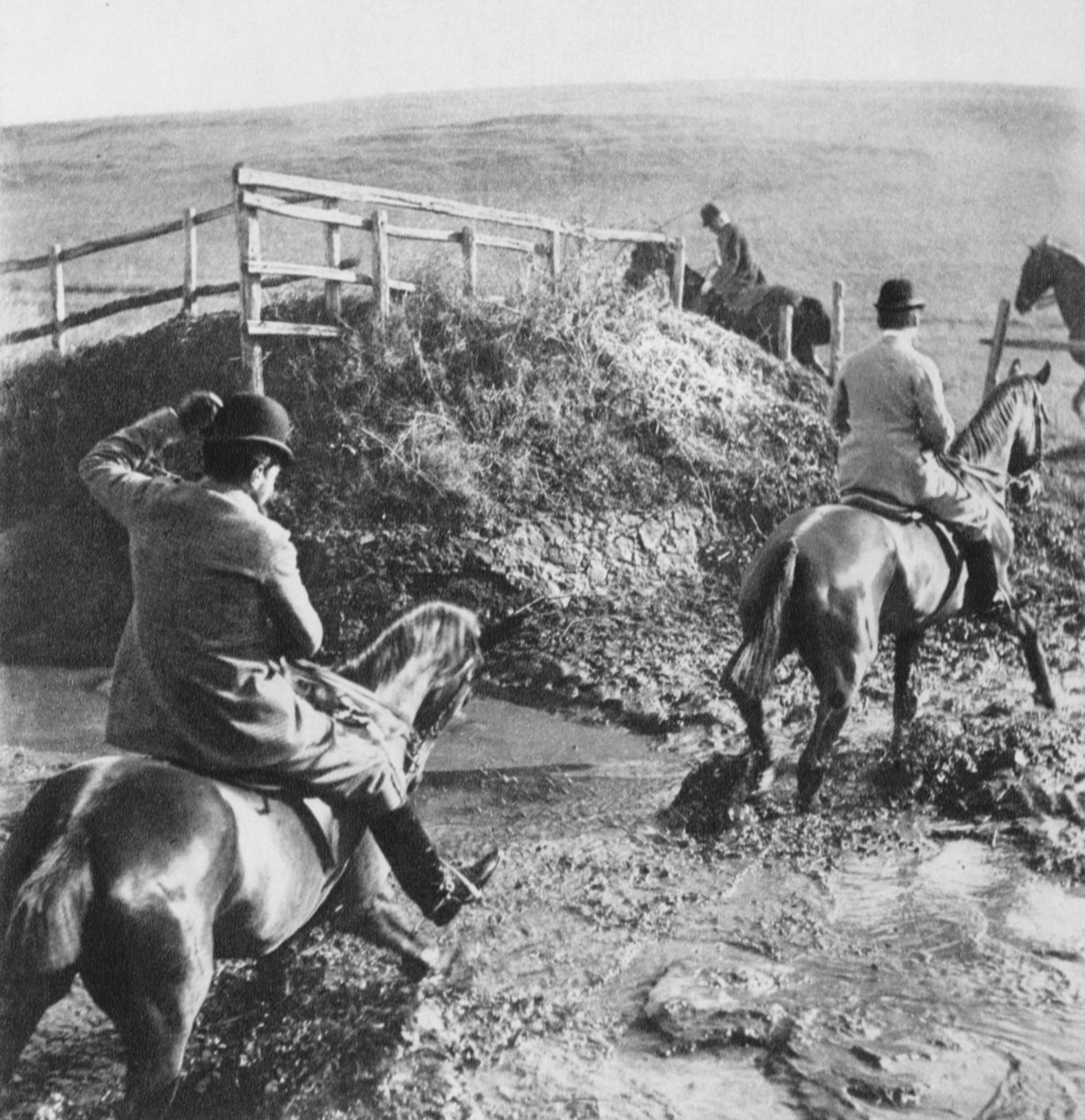
Cavaliers, vers 1895.
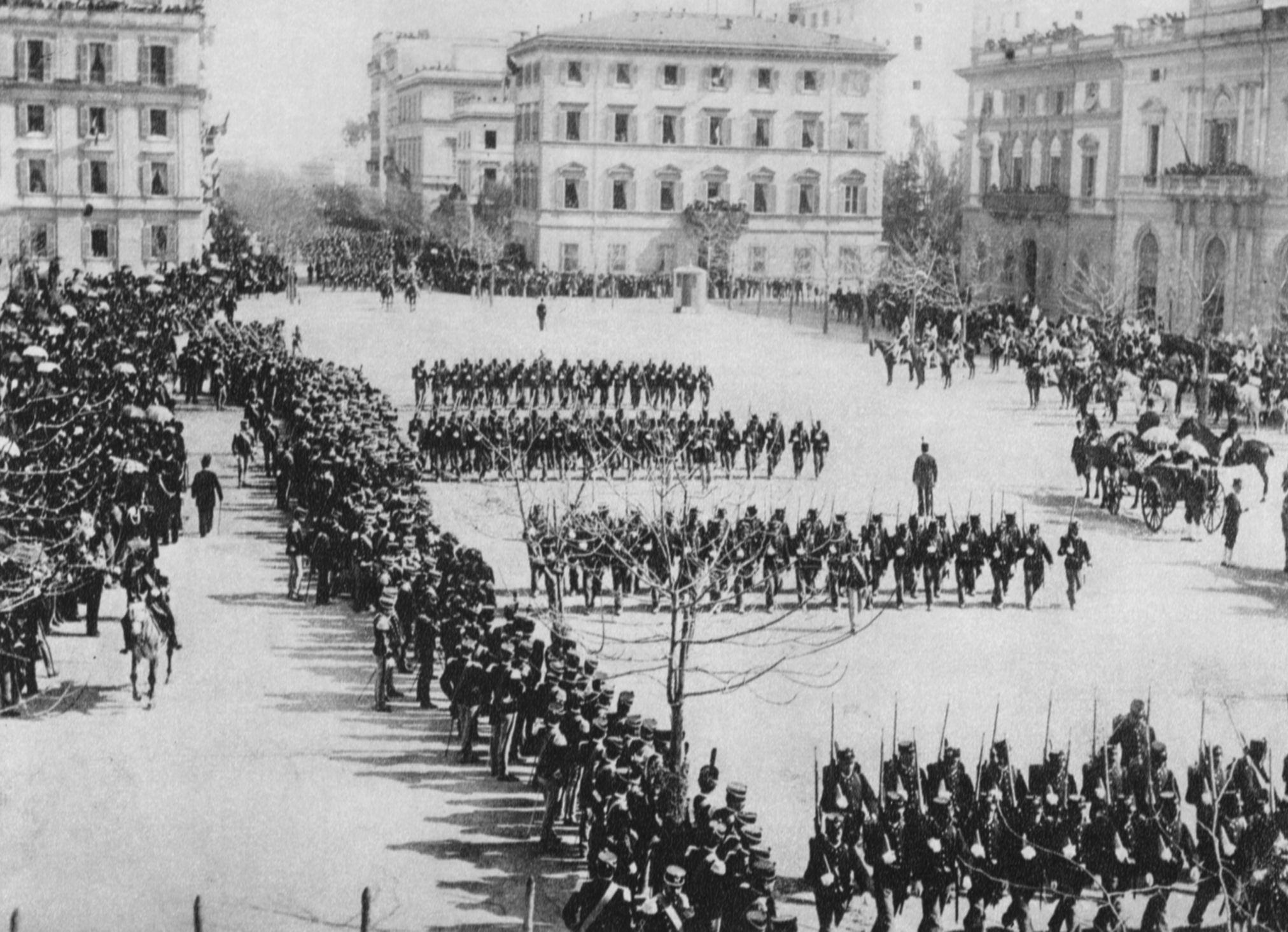
Parade militaire Piazza dell'Indipendenza à Rome lors du mariage du prince de Naples Victor-Emmanuel et d'Hélène de Monténégro, octobre 1896.
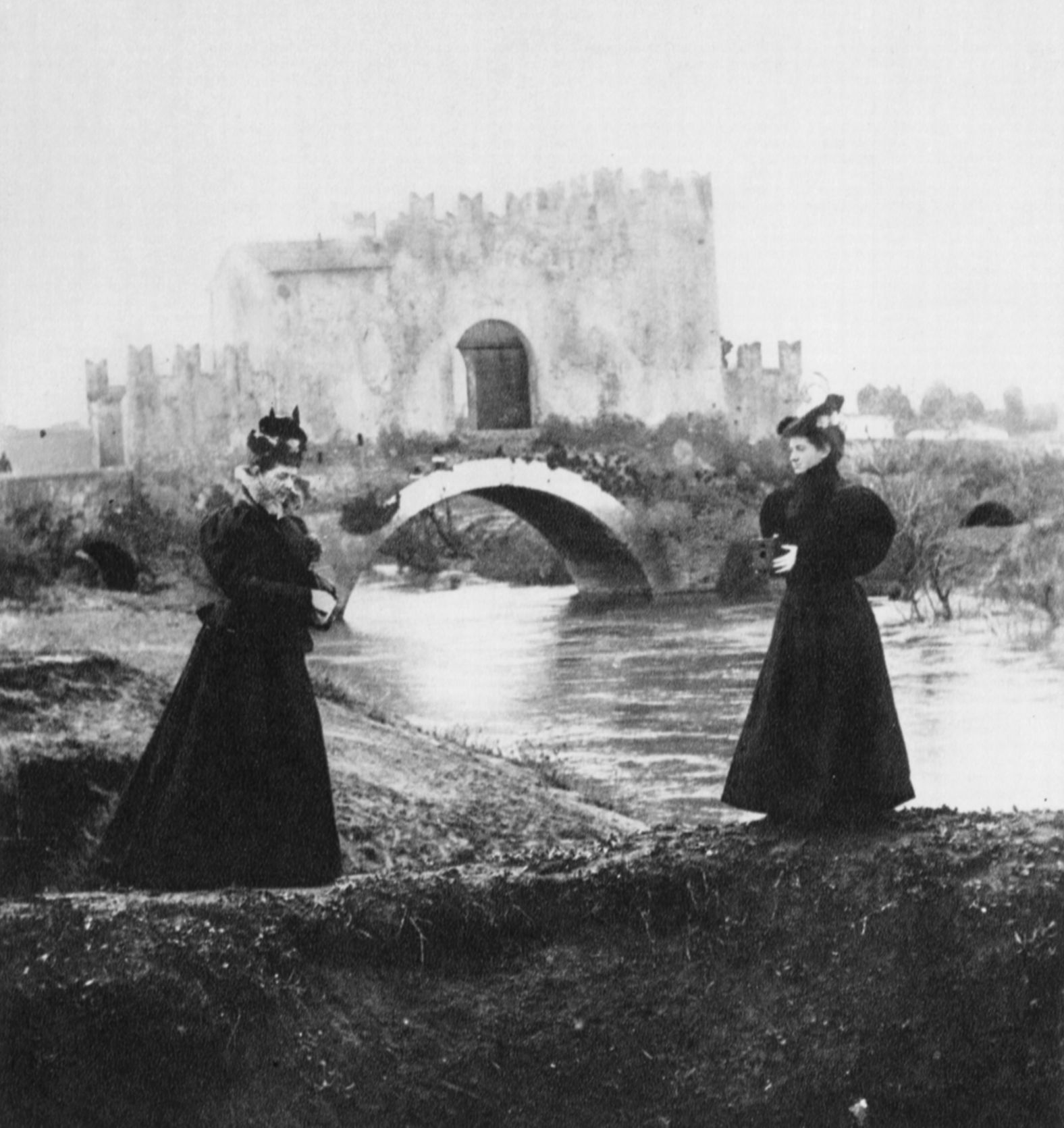
Le Pont Nomentano à Rome, vers 1896.
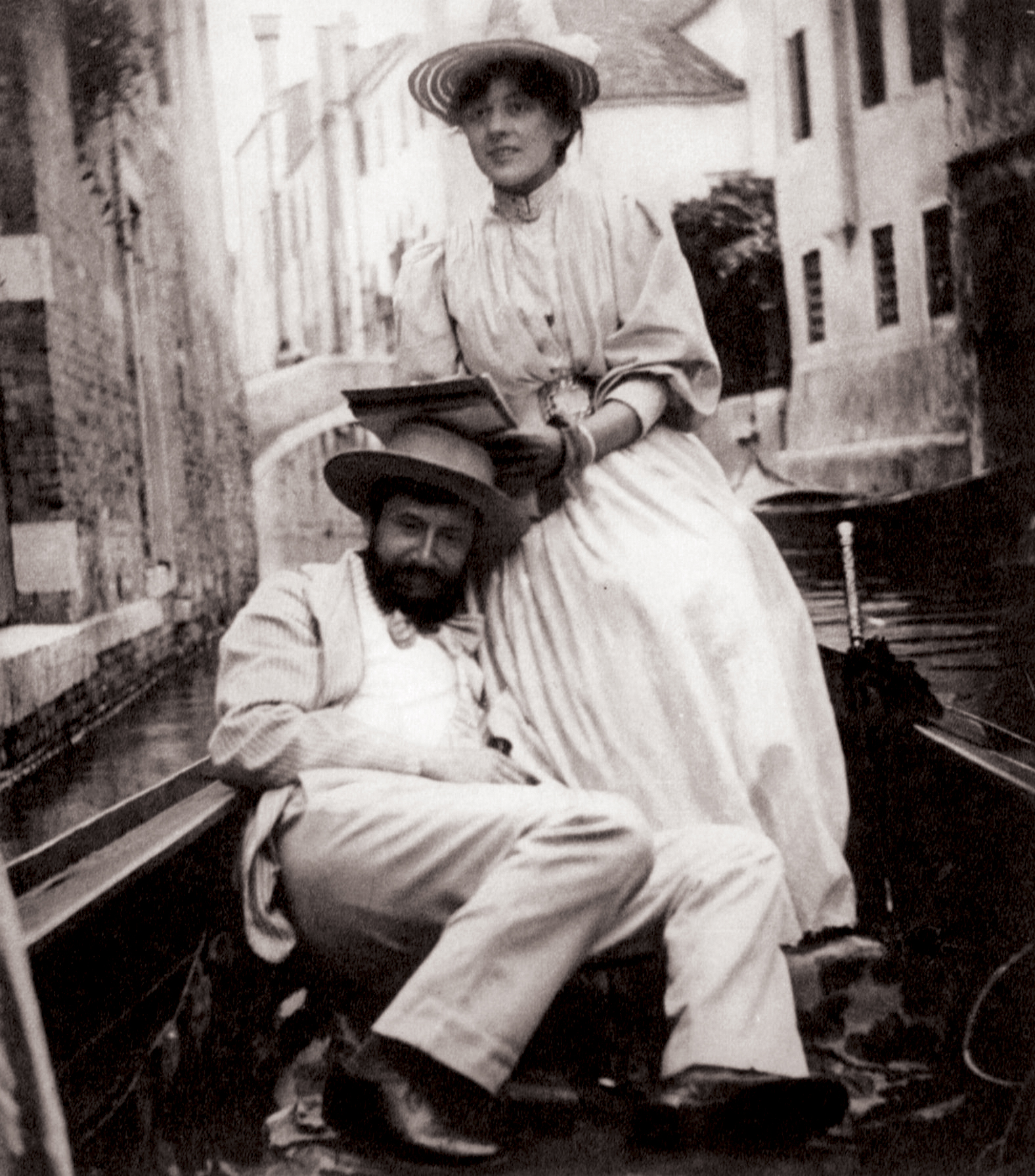
Jeanne Bosc et Jean-Louis Forain à Venise, 1899.

## Mort et postérité
Giuseppe Primoli meurt à Rome le 13 juin 1927 à l'âge de 76 ans ; il est enterré au cimetière de Campo Verano.
Il lègue le palais Primoli, où il avait installé un musée napoléonien avec les souvenirs de sa famille, à la ville de Rome, qui administre aujourd'hui ce musée,, et prend les dispositions pour que soit créée au palais une fondation à son nom, qui gère son fonds de photographies et sa bibliothèque.

## Publications
- « La Duse », Revue de Paris,‎ mai 1897, p. 486-532 (lire en ligne).
- « Gustave Flaubert chez la Princesse Mathilde. Souvenir d’une soirée à Saint-Gratien », Revue de Paris,‎ 15 novembre 1921, p. 306-315 (lire en ligne)

le texte est repris en introduction de l'édition de : Gustave Flaubert, Lettres inédites à la Princesse Mathilde, Paris, Louis Conard, 1927.
- Une promenade dans Rome sur les traces de Stendhal. Inédits de Stendhal, Abbeville, F. Paillart, coll. « Les Amis d'Édouard » (n° 45), 1922, 87 p. (250 exemplaires numérotés)

réédition en 1923, Paris, Honoré Champion, 78 p.
- « La princesse Mathilde et le duc d'Aumale », Revue de Paris, no 15,‎ août 1922, p. 464-482 (lire en ligne).
- « L’impératrice Eugénie et le tsar Alexandre II. Souvenirs », Revue des Deux Mondes,‎ septembre 1922, p. 295-306 (lire en ligne).
- « L'enfance d'une souveraine - Souvenirs intimes », Revue des Deux Mondes,‎ octobre 1923, p. 752-788 (lire en ligne).
- « Autour du mariage de l'impératrice », Revue des Deux Mondes,‎ novembre 1924, p. 64-103 (lire en ligne).
- « L'empereur et le musicien », Conferencia: journal de l'Université des Annales, no 1,‎ 15 décembre 1923, p. 36-38.
- La princesse Julie, préface, p. 721-731, à la publication des lettres d'Ernest Renan à Julie Bonaparte dans la Revue des Deux Mondes, mai 1924, p. 732-759, et juin 1924, p. 45-78 (En ligne sur Gallica).
- « La Princesse Mathilde et Théophile Gautier », Revue des Deux Mondes,‎ novembre 1925, p. 47-86, 329-366 (lire en ligne).

## Collections
- Musée d'Orsay, Paris : photographies[49].
- Bibliothèque de l'Institut de France, Paris : lettres autographes[50].
- Fondazione Primoli, Rome[1],[51].

## Expositions
- 16 juin - 16 septembre 1979 : Il conte Primoli, Musée Correr, dans le cadre de Venezia 79 la fotografia (it) à Venise[52],[53].
- 1982 : Giuseppe Primoli fotografo europeo, Musée napoléonien, Rome[54].
- avril - juin 1983 : Frammenti di un salotto invernale: Giuseppe Primoli, i suoi kakemono e altro, Musée napoléonien, Rome[55].
- 4 - 11 novembre 1989 : Fotografie di Ariccia. Giuseppe Primoli, Palazzo Chigi, Ariccia[56].
- 10 novembre 2004 - 6 mars 2005 : Vu d'Italie 1841-1941 : la photographie italienne dans les collections du Musée Alinari, Pavillon des Arts, Paris[57].
- 24 février - 22 mars 2005 : Paul Claudel a Roma nel 1915-16 : incontri con Giuseppe Primoli e la Duse, Rome, Palais Primoli.
- 25 juin - 31 octobre 2015 : Mes petits instantanés : il conte Primoli fotografa l'Expo - Paris 1889, Rome, Palais Primoli[58],[59],[60].
- 12 janvier - 25 février 2023 : L'Ottocento a Villa Farnesina. Il duca di Ripalda, il conte Giuseppe Primoli e Roma nuova Capitale d'Italia, Villa Farnesina, Rome[61],[62].
- 15 mars 2024 - 26 janvier 2025 : Giuseppe Primoli e il fascino dell'Oriente, Musée napoléonien, Palais Primoli, Rome[63],[64].
- 14 mai - 24 mai 2024 : La collezione di kakemono di Giuseppe Primoli, Rome, Palais Primoli[27].